# Chabuata rectilinea
Chabuata rectilinea là một loài bướm đêm trong họ Noctuidae.